# كسر جيفرسون
كسر جيفرسون (بالإنجليزية: Jefferson fracture)‏، هو كسر عظمي للأقواس الأمامية والخلفية للفقرة الأطلسية (C1)، قد يظهر أيضًا ككسر من ثلاثة أجزاء أو جزئين. قد ينجم الكسر عن الحمل المحوري الزائد في الجزء الخلفي من الرأس أو فرط التوتر في الرقبة (على سبيل المثال، بسبب الغطس)، مما يؤدي إلى حدوث كسر في الخلف، وقد يكون مصحوبًا بقطع في أجزاء أخرى من العمود الفقري العنقي.
سميت على اسم طبيب الأعصاب البريطاني وجراح الأعصاب جيفري جيفرسون، الذي أبلغ عن أربع حالات من الكسر في عام 1920 بالإضافة إلى مراجعة الحالات التي تم الإبلاغ عنها سابقاً.

## العلامات والأعراض
الأفراد الذين يعانون من كسور جيفرسون عادة ما يعانون من آلام في الرقبة العليا ولكن لا توجد علامات آذى عصبية. قد يتسبب الكسر أيضًا في تلف الشرايين في الرقبة، مما يؤدي إلى متلازمة النخاع الجانبية، ومتلازمة هورنر، وترنح، وعدم القدرة على الشعور بالألم أو درجة الحرارة. 
في حالات نادرة، قد تسبب العيوب الخلقية نفس أعراض كسر جيفرسون.  

## الأسباب
غالبًا ما يحدث كسر جيفرسون بسبب تأثير زيادة الضغط والحِمل على الجزء الخلفي من الرأس، وغالبًا ما يرتبط بالغوص في المياه الضحلة، وقد يحدث بسبب الارتطام بمقود السيارة  وقد يحدث في الأطفال بسبب السقوط في الملعب.  في كثير من الأحيان، قد يؤدي دوران الرأس القوي أيضًا إلى حدوث كسر جيفرسون. 
كسور جيفرسون نادرة للغاية عند الأطفال، لكن الشفاء عادة ما يكون كاملاً دون جراحة . 